# Biohazard
I Biohazard sono un gruppo musicale alternative metal statunitense, formatosi a Brooklyn (New York) nel 1987.
Sono noti per essere stati tra i primi gruppi a fondere elementi di hardcore punk con il metal e l'hip hop, precedendo così i gruppi dell'ondata nu metal degli anni novanta come Korn, Deftones e Limp Bizkit. I testi del gruppo erano, inoltre, incentrati in gran parte sulla vita nei bassifondi di New York.
Nel 2006 il gruppo si sciolse per poi riformarsi nel 2008.

## Storia del gruppo

### 1987-1991: gli inizi

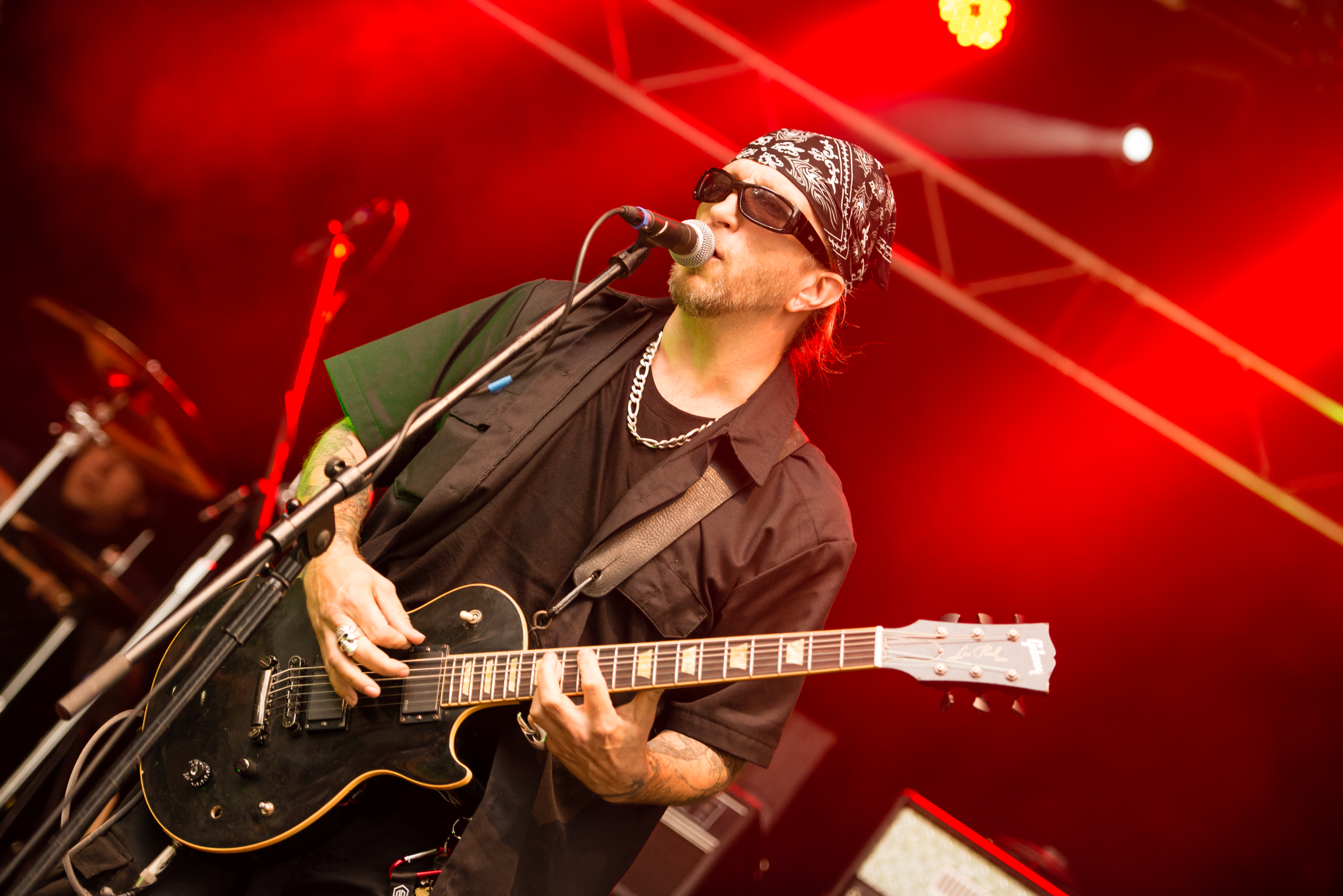
Bobby Hambel al Nord Open Air 2014

La formazione originale comprendeva il cantante e bassista Evan Seinfeld, il chitarrista Bobby Hambel, e il batterista Anthony Meo. Successivamente si unì al gruppo il cantante e chitarrista Billy Graziadei.
Gli esordi del gruppo non furono semplici. Nel 1988 pubblicarono il loro primo demo, che li vide protagonisti di feroci contestazioni da parte dei giornalisti. In pratica, a causa di un pezzo presente nel demo, vennero accusati di scrivere testi di ispirazione fascista e che riconducevano alla "supremazia bianca". Le accuse erano comunque infondate, anche perché i giornalisti probabilmente ignoravano il fatto che sia Seinfeld che Danny Schuler (batterista che sostituirà Anthony Meo subito dopo la pubblicazione del suddetto demo) erano ebrei. Le accuse di razzismo a loro rivolte sono comunque sempre state nettamente negate. Il gruppo ha infatti sempre espresso nei suoi testi sentimenti di tolleranza e anti razzisti.
Forti di molte esibizioni dal vivo, anche se non considerati pienamente come facenti parte della scena New York hardcore, si trovarono comunque a condividere il palco con gruppi facenti parte di detta scena, come i Cro-Mags e gli Agnostic Front. Inoltre strinsero una solida amicizia con la band hardcore del New Jersey Mucky Pup, nonostante molti locali rifiutassero di avere i Biohazard come opening-act dei Mucky Pup, per timore che l'esibizione potesse portare a manifestazioni di violenza non volute. Per ovviare a questo problema, i Mucky Pup invitavano i membri dei Biohazard a salire sul palco ed eseguire alcuni brani prima dell'inizio del loro set.
Nel 1990 i Biohazard firmano un contratto con la Maze Records, dopo che il gruppo pubblicò un altro demo nel 1989. Tramite la Maze Records il gruppo pubblicò il primo album omonimo. L'album però non venne promosso a dovere dalla casa discografica e solo 40 000 copie del disco vennero vendute. I temi trattati nel loro disco di debutto, incentrato principalmente su Brooklyn e la sua gente, spaziavano dalla guerra tra bande, alla droga ed alla violenza. Comunque grazie a questo disco i Biohazard fecero il loro primo tour in Europa. Al ritorno dal tour, si resero conto che i problemi affrontati nel disco non affliggevano solamente Brooklyn.

### 1992-1999: Roadrunner, Warner Bros. e Mercury Records

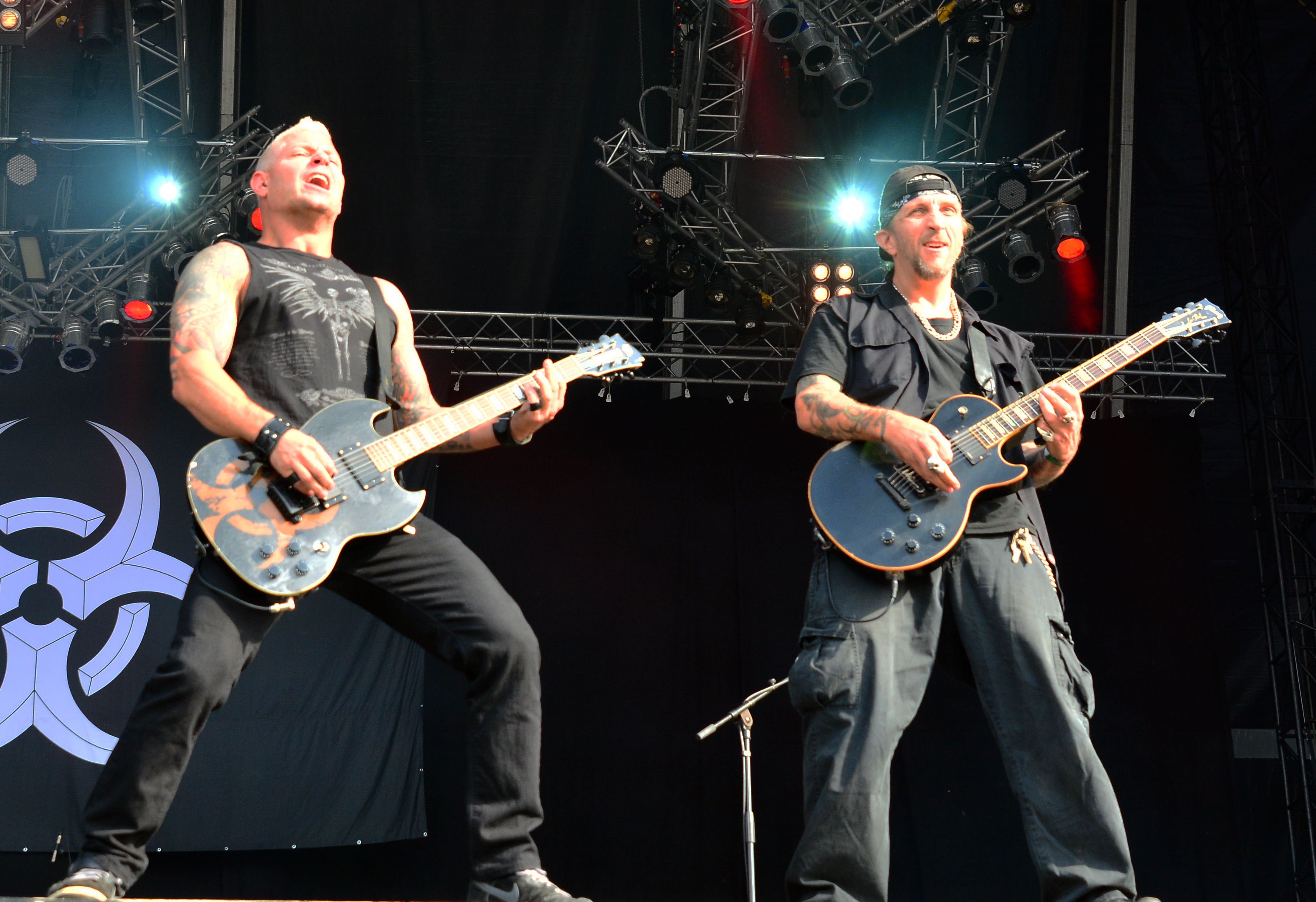
Billy Graziadei e Bobby Hambel al Wacken Open Air 2015

Nel 1992 i Biohazard firmarono un contratto con la Roadrunner Records e pubblicarono l'album Urban Discipline. Questo album fece guadagnare loro la notorietà nazionale e mondiale negli ambienti metal e hardcore, con oltre un milione di copie dell'album vendute. Il video del pezzo Punishment diventò il più trasmesso nella storia della trasmissione di MTV Headbanger's Ball. La band iniziò quindi a guadagnare visibilità anche durante i tour, aprendo i concerti di gruppi come House of Pain, Sick of It All, Fishbone e Kyuss.
Nel frattempo alcuni membri dei Mucky Pup avevano formato un nuovo gruppo, i Dog Eat Dog, e i Biohazard che avevano mantenuto i buoni rapporti con i componenti, chiamarono i Dog Eat Dog a fare loro da spalla durante i concerti. Nel tour in Europa, Billy Graziadei diede un demo del gruppo ad un rappresentante della Roadracer Records, sussidiaria della Roadrunner in Europa. Il demo venne inviato agli uffici centrali della Roadrunner a New York, che inviò vari osservatori ai concerti dei Dog Eat Dog. Infine anche i Dog Eat Dog vennero messi sotto contratto dalla Roadrunner.
Nel 1993 i Biohazard collaborarono con la band hardcore rap Onyx alla realizzazione di una versione alternativa del loro pezzo Slam. Successivamente i due gruppi realizzarono la title track della colonna sonora del film Judgement Night (intitolata Judgement Night: Music from the Motion Picture), disco interamente composto da collaborazioni di artisti rap con gruppi rock, grunge e metal, che vendette oltre 2 milioni di copie solo negli Stati Uniti. Questo connubio tra i due gruppi venne chiamato "Bionyx".
Sempre nel 1993 il gruppo lascia la Roadrunner per passare alla Warner Brothers Records. Con questa casa discografica i Biohazard realizzano il loro terzo album, State of the World Address, album prodotto da Ed Stasium a Los Angeles contenente il singolo How It Is, che ospita Sen Dog dei Cypress Hill, e del quale fu prodotto anche un videoclip. Durante il tour per la promozione dell'album il gruppo si esibì nel secondo palco del Monsters of Rock a Castle Donington, nel Leicestershire, Inghilterra. L'esibizione però venne interrotta quasi subito a causa delle continue incursioni del pubblico sul palco. Il gruppo venne bandito per i seguenti due anni dal festival, e quando venne nuovamente inserito nella rosa degli artisti si esibì sul palco principale.
State of the World Address vendette oltre un milione di copie, e la rivista Rolling Stone selezionò il logo dei Biohazard come miglior logo dell'anno. Nello stesso anno il chitarrista Bobby Hambel lasciò il gruppo per divergenze con gli altri componenti, e andò a far parte dei White Devil, gruppo che ospitava anche membri dei Cro-Mags. Successivamente a questa esperienza si allontanò definitivamente dal mondo della musica.
Nel 1995 i Biohazard registrano il loro quarto album in studio, Mata Leão, con la formazione a tre e la produzione di Dave Jerden. Per il tour del 1996 per la promozione dell'album, il gruppo ingaggia il chitarrista Rob Echeverria proveniente dagli Helmet. Durante il tour, nella data di Amburgo in Germania, il gruppo registra l'esibizione per la produzione del loro primo album dal vivo, No Holds Barred, pubblicato nel 1997 dalla Roadrunner Records.
Nel 1998 Evan Seinfeld inizia la sua carriera da attore impersonando Jaz Hoyt nella serie televisiva OZ, prodotta dalla HBO. Il suo personaggio verrà inserito nella seconda serie, ed apparirà fino alla sesta ed ultima serie.
Nel 1999 il gruppo lascia la Warner Brothers e firma per la Mercury Records, per la quale produrrà il quinto album in studio, New World Disorder, con la produzione ancora di Ed Stasium (anche in State of the World Address). Il gruppo lascia però quasi subito la Mercury Records per ritornare ad essere indipendente, continuando ad andare in tour in Giappone ed Europa senza il supporto di nessuna casa discografica e di management.

### 2000-2006: ultime produzioni e scioglimento

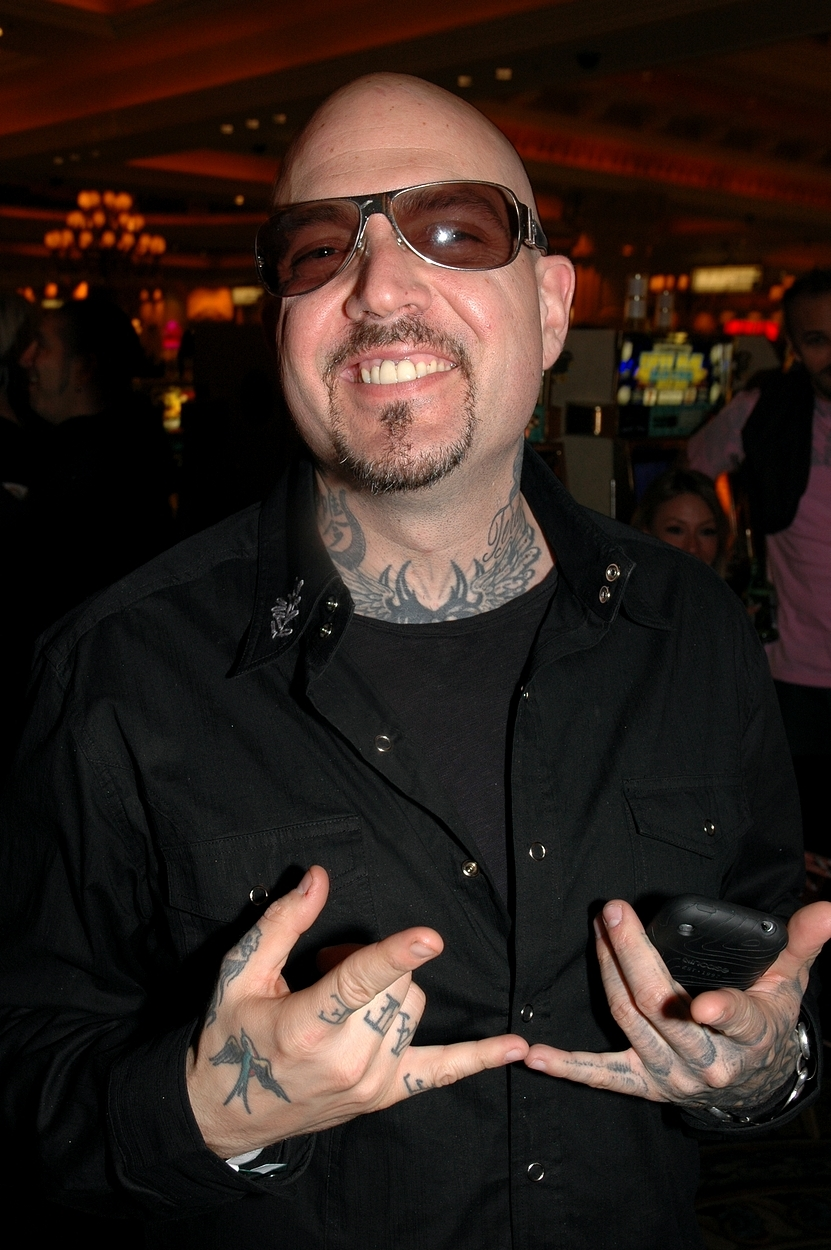
Evan Seinfield, ex cantante e bassista del gruppo, nel 2008

Dopo il tour indipendente del 2000, il gruppo nel 2001 pubblica la compilation Tales from the B-Side, raccolta di b-side e remix di pezzi già editi, pubblicata dalla casa discografica Phantom Sound & Vision. Sempre nel 2001 Rob Echeverria lascia il gruppo per sposarsi. Al suo posto viene inserito Leo Curley (ex Outline e All Means Necessary). Nello stesso anno il gruppo firma per la SPV GmbH/Steamhammer per l'Europa e con la Sanctuary Records per la distribuzione fuori dall'Europa.
Nel settembre del 2001 viene pubblicato il sesto album in studio, Uncivilization. In questo album si alternano vari ospiti provenienti da band come Agnostic Front, Hatebreed, Pantera, Slipknot, Sepultura, Cypress Hill e Type O Negative. Subito dopo la pubblicazione di Uncivilization Leo Curley lascia il gruppo per seguire una carriera solista e viene rimpiazzato da Carmine Vincent, ex Nucleus.
Nel 2002 il gruppo deve cancellare il suo tour europeo a causa di un intervento chirurgico subito da Carmine Vincent. I componenti decidono quindi di cercare un sostituto temporaneo, e viene ingaggiato Scott Roberts dei Cro-Mags, in tempo per partecipare all'Eastpak Resistance Tour insieme ad Agnostic Front, Hatebreed, Discipline, Death Threat e Born from Pain. Nel tour vi sono anche gli All Boro Kings, gruppo composto da ex Mucky Pup e Dog Eat Dog.
L'anno successivo (2003) il gruppo pubblica il suo settimo album in studio, Kill or Be Killed. Durante il tour per la promozione dell'album nel Nord America insieme a Kittie, Brand New Sin e Eighteen Visions, il gruppo annuncia che Scott Roberts rimarrà come componente fisso. Il tour verrà però interrotto a causa di una malattia che colpì Seinfeld.
A causa dell'inattività per la malattia di Seinfeld, Graziadei e Schuler collaborano al mixaggio dell'album dal vivo River Runs Again: Live 2003 dei Life of Agony. Una volta guarito Seinfeld, il gruppo ritornò in tour con gruppi spalla come Hatebreed, Agnostic Front, Throwdown e Full Blown Chaos.
Nel 2004 Evan Seinfeld sposa l'attrice porno Tera Patrick, dopo un fidanzamento di due anni. Sotto il nome di Spyder Jones, Seinfeld ha partecipato a diversi film della Patrick.
Verso la fine del 2004, il gruppo è pronto per pubblicare l'ottavo album della propria carriera, ma le registrazioni vanno distrutte nell'incendio dello studio di registrazione. Il gruppo deve quindi forzatamente rifare tutte le registrazioni dell'album da capo, che viene quindi pubblicato nell'agosto del 2005, con il titolo Means to an End.
Nel frattempo Graziadei forma una nuova band che comprende membri dei Kittie e dei The Groovenics, chiamata Suicide City. Nell'ottobre del 2005 lo stesso Graziadei annuncia che Means to an End sarà l'ultimo album dei Biohazard, e che lui continuerà con i Suicide City. Nel gennaio del 2006 anche Danny Schuler annuncia l'abbandono della band e la formazione dei Bloodclot, insieme al cantante Jon Josef dei Cro-Mags, al chitarrista Scott Roberts (che quindi lascerà i Biohazard) ed al bassista Craig Setari.
Nel febbraio del 2006 Seinfeld partecipa al reality show della VH-1 SuperGroup, insieme tra gli altri a Ted Nugent, Scott Ian degli Anthrax, Sebastian Bach e Jason Bonham dei Bonham. Continua anche il lavoro con la moglie Tera Patrick, nell'industria porno. I due hanno anche fondato nel 2005 un'agenzia di rappresentanza per modelle, la Tera Patrick Agency.
Nel 2006 viene anche realizzato un DVD che ospita un'esibizione dal vivo in Europa insieme ad Agnostic Front e Hatebreed, che vengono ospitate nel DVD con cinque pezzi ognuna.

### Reunion,Reborn In Defiancee addio di Evan Seinfeld
Nel 2008 la formazione originale decide di riunirsi per un tour che coprirà tutta la seconda metà dell'anno per festeggiare i 20 anni passati dalla nascita del gruppo. La band ha anche annunciato l'uscita di un nuovo album, che sarà intitolato Reborn In Defiance, e la sua uscita è programmata per il 20 gennaio 2012. I Biohazard hanno però annunciato anche l'addio del cantante e bassista Evan Seinfeld, sostituito negli ultimi concerti dallo stesso Scott Roberts che era entrato nel gruppo prima dello scioglimento come membro fisso e aveva già collaborato all'album Means to an End.
Nell'ottobre 2022 la storica lineup Seinfeld, Graziadei, Hambel e Schuler si è riunita. La band ha, inoltre, dapprima annunciato e poi tenuto due concerti, visibili anche in streaming fissati per il 2023, uno al Bloodstock Open Air e un altro al Dynamo Metalfest. Seinfeld ha inoltre reso noto che un nuovo album e un documentario sarebbero in cantiere.

## Formazione

### Formazione attuale
- Billy Graziadei - chitarra ritmica e voce (1988-presente)
- Evan Seinfeld - voce e basso (1987-2011, 2022 - presente)
- Bobby Hambel - chitarra solista (1988-1994, 2008-presente)
- Danny Schuler - batteria (1988-presente)

### Ex componenti
- Scott Roberts - chitarra solista (2002-2005), basso, voce (2011-2016)
- Rob Echeverria - chitarra (1996-2001)
- Leo Curley - chitarra (2001)
- Carmine Vincent - chitarra (2001-2002)
- Anthony Meo - batteria (1987-1988)

## Discografia

### Album in studio
- 1990 - Biohazard
- 1992 - Urban Discipline
- 1994 - State of the World Address
- 1996 - Mata Leão
- 1999 - New World Disorder
- 2001 - Uncivilization
- 2003 - Kill or Be Killed
- 2005 - Means to an End
- 2012 - Reborn in Defiance

### Album dal vivo
- 1997 - No Holds Barred
- 2007 - Live in San Francisco

### Raccolte
- 2001 - Tales from the B-Side